# 克留萊尼
克留萊尼（羅馬尼亞語：Criuleni）是摩爾多瓦的城市，也是克留萊尼區的首府，位於該國東部德涅斯特河畔，距離首都基希涅夫43公里，海拔高度19米，2010年人口9,500。
47°13′N 29°10′E / 47.217°N 29.167°E